# Dårekiste
En dårekiste var i ældre tid en burlignende kiste med ribber, eller et aflukke af tømmerværk (beplankning), hvori man indespærrede sindssyge. Senere også en fængselscelle, hvor den forvarede farlige sindssyge.  Begrebet blev fra 1600-tallet også brugt om isolering af  vanskelige fanger og beboere i tugthus og fattighus.  
En dårekiste er at betragte som forløberen for den nyere "sindssygeanstalt", hvilket i dagens sprogbrug svarer til et psykiatrisk hospital. Med dårekisten tilstræbte man ingen behandling af de syge; der var alene tale om opbevaring i ofte ganske små lukafer, som de sindssyge ikke måtte forlade.
I 1770 havde Sct. Hans Hospital  200 patienter, hvoraf de  14 var i dårekister, 28 i indelukningskamre samt 64 vanvittige.
I 1840 var der 128 beplankninger i Danmark.

## Dårekisten i Aarhus
I Aarhus fortælles om dårekister, der sammenlignes med kvægfolde og svinestier. Dårekisten var således belagt med et murstensgulv med et fald til en åbning, hvor urenhederne kunne flyde igennem. I døren fungerede en lille firkantet åbning som den eneste kilde til lys og luft. På gulvet var strøet halm, der blev skiftet hver 14. dag. Der fortælles om dårekister i Aarhus i det 17. og 18. århundrede. Disse var placeret ved det daværende hospital, den nuværende Vor Frue Kirke (Aarhus). Det var imidlertid ikke muligt at skaffe plads til alle sindssyge ved hospitalet, hvorfor der tillige blev indrettet private dårekister, hvor de syge kunne holdes indespærrede af deres familie eller andre, der af fattigkommisionen fik betaling for kost.
Omend der med årene kunne spores en modernisering og forbedring af dårekisterne, var sagen den, at man betragtede sindssygdom som et moralsk onde, der skulle undertrykkes med tvang og straf. Den moderne opfattelse, hvor man anskuede sindsygdom som noget, der lod sig behandle, var længe undervejs. Og først i 1852 fik Århus sin første Helbredelsesanstalt, forløberen for det moderne psykiatriske hospital, hvor man tilstræbte egenlig behandling af patienterne, mens dårekisten ved Århus Hospital blev nedlagt i 1862.